# Senjang vasútállomás
Senjang vasútállomás (egyszerűsített kínai írással: 沈阳站; hagyományos kínai írásssal: 瀋陽站; pinjin: Shěnyáng Zhàn) egy csúcskategóriás vasútállomás Kínában Senjang város Heping kerületében. Az állomás 1899-ben nyílt meg, tulajdonosa a China Railways Corporation, üzemeltetője a China Railway Shenyang Group.

## Vasútvonalak
Az állomást az alábbi vasútvonalak érintik:
- Shenyang–Dalian Railway
- Shendan Railway
- Shenyang–Shanhaiguan Railway
- Shenyang-Fushun Intercity Railway
- Harbin–Talien nagysebességű vasútvonal
- Peking–Senjang nagysebességű vasútvonal

## Kapcsolódó állomások
A vasútállomáshoz az alábbi állomások vannak a legközelebb:
- Shenyang North railway station (Shenyang North railway station, Shenyang–Dalian Railway)
- Hunhe Railway Station (Dalian railway station, Daliandong Railway Station, Shenyang–Dalian Railway)
- Hunhe Railway Station (Shahezhen Railway Station, Sinuiju Chongnyon Station, Shendan Railway)
- Lanjuntun Railway Station (Shanhaiguan railway station, Shenyang–Shanhaiguan Railway)
- Hunhe Railway Station (Fushunbei Railway Station, Shenyang-Fushun Intercity Railway)
- Senjang déli vasútállomás (Dalian railway station, Harbin–Talien nagysebességű vasútvonal)
- Shenyang North railway station (Harbin vasútállomás, Harbin–Talien nagysebességű vasútvonal)
- Shenyangxi Railway Station (Peking Főpályaudvar, Peking–Senjang nagysebességű vasútvonal)